# Silurus mento
Silurus mento es una especie de peces de la familia Siluridae en el orden de los Siluriformes.

## Distribución geográfica
Es un endemismo del lago Dian Yunnan (China).